# Kanton Le Monêtier-les-Bains
Le Monêtier-les-Bains is een voormalig kanton van het Franse departement Hautes-Alpes. Het kanton maakte deel uit van het arrondissement Briançon totdat het op 22 maart 2015 werd opgeheven en de gemeenten werden opgenomen in het op die dag opgerichte kanton Briançon-1.

## Gemeenten
Het kanton Le Monêtier-les-Bains omvatte de volgende gemeenten:
- Le Monêtier-les-Bains (hoofdplaats)
- Saint-Chaffrey
- La Salle les Alpes